# 第2回東京音楽祭
第2回東京音楽祭（だいにかいとうきょうおんがくさい、2nd Tokyo Music Festival）は、2回目の『東京音楽祭』である。1973年4月29日(日/天皇誕生日)、帝国劇場にて世界大会が開かれ、ミッキー・ニューベリー（アメリカ）がグランプリに輝いた。
- 第1回東京音楽祭-第2回東京音楽祭-第3回東京音楽祭

## 概要
- テープ審査には、初参加16か国を含む30カ国から609曲から応募があった。
- 世界大会ファイナリストには13か国から26の楽曲が参加。
- 「東京音楽祭国内大会」は4月21日(土)午後3時から渋谷公会堂で開催され[1]、絞り込まれた参加20組から、世界大会に出場するゴールデンカナリー賞5組(尾崎紀世彦、布施明、森山良子、坂本スミ子、鹿内孝）が選ばれた[2]。その模様はTBS系テレビ・ラジオで同時中継された[1]。
- トータル31組の楽曲が世界大会に参加した。。
- 世界大会は来日中のサミー・デービス・ジュニアの祝辞でオープン。
- 歌手は母国の旗とともに登場。最年少出場は10歳[注 1]のフランスから参加のイザベル。
- 世界大会はFENの短波で世界各国に同時放送。TBSラジオでは翌4月30日(月/振替休日)[注 2]午後8時から1時間半に亘り録音版を放送。TBSテレビでは5月6日(日)午後8時から1時間半[注 3]録画放送された。

## 司会者
- 大橋巨泉
- 天地総子
- 土居まさる

## スペシャルゲスト
ゲスト
- ジョルジュ・ムスタキ（世界大会当日のゲスト歌手）
- 雪村いづみ（世界大会当日のゲスト歌手）前年(第1回大会)のグランプリ受賞者。
- サミー・デイビス・ジュニア（世界大会当日の祝辞/「東京音楽祭ウィーク」の招待歌手）
- ジャクソン・ファイブ（「東京音楽祭ウィーク」の招待歌手）初来日。
- ポール・ウィリアムス … 世界大会参加歌手でもあるが、「東京音楽祭ウィーク」では招待歌手待遇でコンサートを開いた。

## 審査員
- 服部良一（審査委員長）
- 蘆原英了（音楽評論家）
- 岡野弁（ミュージックラボ編集長）
- 伊奈一男（評論家）
- 浜口庫之助（音楽家）
- チャーリー石黒（バンドリーダー）
- かまやつひろし（歌手・音楽家）
- 荻昌弘（映画評論家）
- 奥田喜久丸（映像プロデューサー）
- すぎやまこういち（音楽家）
- リー・ジトー（ビルボード誌編集人） アメリカ
- ジョン・E・ヴェスパー（オーストラリアツーリストコミッション極東マネージャー）オーストラリア
- レイ・N・タナカ（レイタン社長）ハワイ
- ジョー・タルボット（カントリーミュージックアソシエィション審議員）アメリカ
- トーマス・D・シーゲル（FENディレクター）アメリカ
- グェンコ・ゲノフ（FIDOF名誉会長）ブルガリア
- デニス・クレーザー（テレビプロデューサー）フランス
- ユベール・ジロー（英語版）（音楽家）フランス
- ジョン・バリー（作曲家）イギリス
- E・G・アブナー（モータウンレコード社長）アメリカ

## 世界大会エントリー
| 曲順        | エントリー歌手                                                                               | 参加楽曲                                                                    | 受賞                                 | 国                 |
| ----------- | -------------------------------------------------------------------------------------------- | --------------------------------------------------------------------------- | ------------------------------------ | ------------------ |
| 1（第1部）  | サンドラ・アンド・アンドレ Sandra & Andres                                                   | 「青い鳥をさがして」 Land of Gold                                           |                                      | オランダ           |
| 2（第1部）  | 森山良子                                                                                     | 「素晴らしい時間」 Wonderful Time                                           |                                      | 日本               |
| 3（第1部）  | ダニー・カレイキニ Danny Kaleikini                                                           | 「マイ・ゴッデス・マイ・ラブ」 My Goddess of Love                           |                                      | アメリカ（ハワイ） |
| 4（第1部）  | アンナ・チョン・ミー 정미조（鄭美朝/チョン・ミジョ） Anna Cheon Mi （Jung(Chung,Jeong)Mijo） | 「ひとり川辺で」 개여울(ゲヨウル) All Alone I Sit On The Bank               |                                      | 韓国               |
| 5（第1部）  | グラシェラ・スサーナ Graciela Susana                                                         | 「人生は戦い」 Jinsei Wa Tatakai                                            |                                      | アルゼンチン       |
| 6（第1部）  | マルチェラ （マルチェラ・ベッラ） Marcella Bella                                             | 「恋に燃える太陽」 Sole che nasce sole che muore                            |                                      | イタリア           |
| 7（第1部）  | ニキー Niky                                                                                  | 「誓いのくちづけ」 Amore Amore Mio                                          |                                      | イタリア           |
| 8（第1部）  | オリビア・ニュートン＝ジョン Olivia Newton-John                                              | 「君ひとすじに」 May Be Then I'll Think Of You                              |                                      | イギリス           |
| 9（第1部）  | リンダ・パール Linda Purl                                                                    | 「そよ風と私と」 Breeze And Love                                            | TBS賞 作曲賞（鈴木邦彦）             | アメリカ           |
| 10（第1部） | 尾崎紀世彦                                                                                   | 「かがやける愛の日に」 Love Glow                                            | 銀賞                                 | 日本               |
| 11（第1部） | マリアンヌ・ローゼンバーグ Marianne Rosenberg                                                | 「輝く季節」 Love Is Taking A Holiday                                       |                                      | 西ドイツ           |
| 12（第1部） | セダ・アズナブール Seda Aznavour                                                             | 「やるせない淋しさ」 Pour Moi Toute Seule                                   | 歌唱賞                               | フランス           |
| 13（第1部） | ビクトール・ヴォヤチッチ Victor Vuiachich Виктор Вуячич                                      | 「ふるさと」 Nasledstvo Наследство                                          | TBS賞                                | ソビエト           |
| 14（第1部） | ララ・サン・ポール Lara Saint Paul                                                           | 「アデッソ」 Adesso                                                         |                                      | イタリア           |
| 15（第1部） | 布施明                                                                                       | 「鐘は鳴る」 the bell rings                                                 | 銅賞                                 | 日本               |
| 16（第1部） | オリベラ・カタリナ Olivera Katarina                                                          | 「若者は帰らなかった」 wakamono wa kaeranakatta                             |                                      | ユーゴスラビア     |
| 17（第1部） | アンマリー・ゴダール Anne-Marie Goddard                                                      | 「緑の乙女」 le temps de mon pere                                           | 作曲賞（アンドレ・ボップ）           | フランス           |
| 18（第1部） | リンジー・ディ・ポール Lynsey De Paul                                                        | 「恋のためいき」 Getting A Drug                                             | 歌唱賞                               | イギリス           |
| 19（第1部） | ローレン・コープリー Lauren Copley                                                           | 「恋のヴィッキー」 Vicki                                                    |                                      | 南アフリカ         |
| 20（第1部） | 坂本スミ子                                                                                   | 「幼い子供のように」 like a child                                           | 外国審査員団賞                       | 日本               |
| 21（第2部） | リリー・イヴァノヴァ Lili Ivanova                                                            | 「フェアーズ」 Fairs                                                        | 銅賞                                 | ブルガリア         |
| 22（第2部） | ジョージ・クリントン George S. Clinton （George Stanley Clinton）                            | 「エアポート」 Airport                                                      | 銅賞                                 | アメリカ           |
| 23（第2部） | イザベル Isabelle Michou                                                                     | 「ボン・ジュール・モン・パパ」 bonjour mon papa                             |                                      | フランス           |
| 24（第2部） | ディディエ・マルアニ Didier Marouanie                                                        | 「真夏の恋」 tous les soleils du monde                                      | 歌唱賞                               | フランス           |
| 25（第2部） | アビ・トレダーノ Avi Toledano                                                                | 「熱い誘惑」 un homme c'est toujours un homme                               |                                      | フランス           |
| 26（第2部） | ピリタ・コラレス Pilita Corrales                                                             | 「マイ・ドーター」 my daughter                                              | 歌唱賞                               | フィリピン         |
| 27（第2部） | フランキー・スティーヴンス Frankie Stevens                                                   | 「サンディ・サンディ」 Sandy Sandy                                          | 銀賞 編曲賞 （レス・リードLes Reed） | イギリス           |
| 28（第2部） | 鹿内孝                                                                                       | 「愛の記憶」 memory of love                                                 |                                      | 日本               |
| 29（第2部） | ミッキー・ニューベリー Mickey Newbury                                                        | 「祈りの詩」 Heaven Help The Child                                          | グランプリ                           | アメリカ           |
| 30（第2部） | レックス・ギルド Rex Gildo                                                                   | 「孤独の終り」 i know i'll never be alone again Einsamkeit vergeht zu zweit |                                      | 西ドイツ           |
| 31（第2部） | ポール・ウィリアムス Paul Williams                                                           | 「愛の旅路」 Look What I Found                                              | 金賞                                 | アメリカ           |

## エピソード
- 冒頭で巨泉が「第2回」を言うところを「第3回」と言ってしまい、改めて「第2回」からタイトルコールを言い直した。このエピソードはタレントの北野武が大橋巨泉を弄るネタとなっていた。
- エントリー曲は第1回大会の80曲（22か国）の約5倍にのぼる373曲（35か国）がテープ審査された。日本国内から236曲。国外からは373曲。アジアオセアニア地域から、韓国2・イラン1・フィリピン3・スリランカ4・シンガポール1・オーストラリア1・レバノン5・イスラエル6曲。ヨーロッパアフリカからは、アラブ（エジプト）1・スウェーデン8・フィンランド9・ポーランド3・チェコスロバキア1・ハンガリー2・ユーゴスラビア9・ブルガリア8・ソ連1・イギリス25・アイルランド4・フランス35・スペイン15・ベルギー14・オランダ12・ドイツ5・リヒテンシュタイン1・オーストリア74・イタリア13曲。南北アメリカから、アメリカ81・カナダ6・メキシコ1・キューバ3・キュラソー1・アルゼンチン3曲。
- オリビア・ニュートンジョンの参加曲「君ひとすじに（MAYBE THEN I'LL THINK OF YOU）」については、オーストラリア出身のジョン・ファラー（John Farrar）が東京音楽祭のために書き下ろしたもので、作詞・作曲・編曲すべて手掛けた。オリビア初来日時にはクリフ・リチャード、オリビアと共に来日している。
- オリビア・ニュートンジョンはこの大会で同じく参加していたポール・ウィリアムスに見出だされ、その後の活躍のきっかけになっており、彼女の作品をまとめた音楽DVDには、無冠でヒットもしなかったにもかかわらず東京音楽祭で歌唱する模様が収められていることからも、この出会いが重要な出来事であったことがうかがえる。
- アメリカから参加のジョージ・クリントンは、ファンク界の帝王ジョージ・クリントンと同姓同名であり、それが縁で後に共演している。現在の表記はジョージ・S・クリントン。受賞後は歌手ではなく作曲家編曲家として映画音楽などで活躍。
- 各国の国民的スターが参加した大会でもある。東欧から、国を代表する女優でもあるユーゴスラビアのオリベラ・カタリナ、世界的にも著名な女性として知られるブルガリアの歌手リリー・イヴァノヴァ、フィリピンの大スターであるピリタ・コラレス、後にニュージーランド国歌を吹き込むフランキー・スティーブンス（参加当時はイギリス）、イスラエルの最高歌手と呼ばれるアビ・トレダーノ（参加当時はフランス）が参加しており、雑誌などで特集されている。
- ソビエトから参加のビクトール・ヴォヤチッチは、公式プログラムに唯一プロフィールの記載が無く（写真は掲載）、歌手紹介欄は白紙のまま印刷された。
- 西ドイツからは、男女アイドルシンガーが2名参加。レックス・ギルドは映画出演もあるドイツ語ラテン的楽曲が軒並みヒットし、当時で1500万枚セールスしたミュンヘン生まれの歌手である。またマリアンヌ・ローゼンバーグはドイツ圏の有名なアイドル歌手。ただしドイツ語圏や東欧圏歌手は東京音楽祭ではあまり大きな賞は全大会を通して受賞できていない。
- 韓国のアンナ・チョン・ミーは、東京音楽祭最初の日本以外のアジア地域から参加し歌唱した歌手である。デビューまもなくで来日、その後はチョン・ミジョ名で韓国歌謡界でも有名な存在になった。アジア地域の歌手として同大会では二番手でフィリピンのピリタ・コラレスも歌唱した。
- フィリピンから参加のピリタ・コラレスについての英語版ウィキペディアには「第1回東京音楽祭グランプリ」と記載されているが、これは間違いであり、実際は第2回東京音楽祭の歌唱賞4人の内の一人である。ピリタ・コラレスの参加作品は、作詞作曲をジョージ・カンセコ（George Canseco）、編曲はドミング・バルデス（Doming Valdez）。
- アフリカ圏から本選参加で実際に歌唱したのは、第2回ローレン・コープレー（南アフリカ）、第10回シューディー（モザンビーク）、第19回イスマエル・ロー（セネガル）の3組のみである。
- ララ・サン・ポールはこの第2回と第5回に参加している。国外組の複数回参加は、コモドアーズとソロでのライオネル・リッチー、テリー・デサリオの3組。
- オランダから参加の男女デュオ、サンドラとアンドレは、それぞれがオランダの人気ソロシンガーであり、2人ともインドネシア生まれである。アンドレは本名ドゥリス・ホルトゥン（Dries Holten）名義で参加曲の作曲も手掛けた。
- この大会で日本人作品の参加曲を歌った歌手に、アルゼンチンのグラシェラ・スサーナ（曲:人生は戦い、作曲・編曲:川口真、作詞:なかにし礼）、イタリアのニキー（曲:誓いのくちづけ、作曲:浜圭介、作詞:マリーノ・マリーニ、編曲:森岡賢一郎）、アメリカのリンダ・パール（曲:そよ風と恋と、作曲・編曲:鈴木邦彦、作詞:安井かずみ）、ユーゴスラビアのオリベラ・カタリナ（曲:若者は帰らなかった、作曲・作詞:鈴木道明、編曲:前田憲男）、フランスのイザベル（曲:ボンジュールモンパパ、作曲:小林亜星、作詞:千家和也、編曲:マット・カミソン）がいる。
- フランスのイザベルは東京音楽祭史上最年少10歳[注 1]。当時の集合写真ではひな壇の上部に配置されるも、小さいためにほとんど隠れてしまっている。
- 日本作品を歌ったリンダ・パールは、5歳で東京に移住し東宝と契約、「王様と私」「オリバー」「奇蹟の人」などで活躍。日仏英語をこなすアメリカ人である。
- アルゼンチンのグラシェラ・スサーナは菅原洋一が見出だし、その後の日本での活躍となった。1971年に初来日し共演が実現している。

## 東京音楽祭ウィーク
第2回大会では、4月21日の国内大会と4月29日の世界大会との間に「東京音楽祭ウィーク」が企画され、国内外の優れたアーティストたちによる演奏会がほぼ連日開催された。サミー・デイビス・ジュニアと、初来日のジャクソン・ファイブは、この「ウィーク」に招待された歌手である。また世界大会参加者であるポール・ウィリアムスも、この「ウィーク」にコンサートを開いている。日程は以下の通り。
4月21日(土)　…　東京音楽祭国内大会（午後3時～、渋谷公会堂）
22日(日)　…　 休み
23日(月)　…　「ビッグ3夢の競演」(午後7時～、東京郵便貯金会館)　ダークダックス、デュークエイセス、ボニージャックスの競演。
24日(火)　…　「オールスター・ジャズ30年史」(午後6時～、東京郵便貯金会館)　薗田憲一とディキシーキングス、日野皓正カルテット、ジョージ大塚トリオ、沢田駿吾、ジョージ川口、世良譲、松本英彦ほか。
25日(水)　…　「ザ・ビッグ・バンド・フェスティバル」(午後6時～、東京郵便貯金会館)　有馬徹とノーチェ・クバーナ、小野満とスイングビーバーズ、宮間利之とニューハード、森寿男とブルーコーツほか。
26日(木)　…　「ポール・ウィリアムス・イン・TOKYO」(午後7時～、東京郵便貯金会館)
　　　　　　　…　「あゆみ10年」(午後3時半～/ 7時～、帝国劇場)　いしだあゆみ。演奏：前田憲男ほか。
27日(金)　…　「ジャクソン・ファイブ・ショー」(午後6時半～、帝国劇場)
28日(土)　…　「サミー・デイビス・ジュニア・ショー」(午後2時～/ 6時半～、帝国劇場)
29日(日、天皇誕生日)　…　「ザ・ビッグ・フォーク・フェスティバル」(午後2時半～、渋谷公会堂)　泉谷しげる、古井戸、生田敬太郎、ピピ&コットほか。
　　　　　　　… 　東京音楽祭世界大会（午後6時半～、帝国劇場)　ゲスト：ジョルジュ・ムスタキ、雪村いづみ。

尚、ジャクソン・ファイブは、以下の日程で一般公演も行なっている。
4月28日(土) … 広島郵便貯金会館、4月30日(月/振替休日) … 大阪厚生年金会館、5月1日(火) … 大阪フェスティバルホール、5月2日(水) … 日本武道館(東京)。

## 世界大会出場以外の国内大会参加アーティスト
国内大会 (ゴールデンカナリー賞選出大会)
- 岡崎友紀「明日から」
- 荒井由実「ベルベット・イースター」
- チューリップ
- トップギャラン
- デニス大城
- 今成あきよし
- スーザン野崎
- 森進一

他多数
新人奨励賞
- BUZZ「のい」
- ピートマック・ジュニア「船出」